# Ligament sphéno-mandibulaire
Le ligament sphéno-mandibulaire (ou ligament sphéno-maxillaire ou long ligament latéral interne de Morris ) est une bande fibreuse mince et plate formant une syndesmose entre l'os sphénoïde et la mandibule.

## Trajet
Le ligament sphéno-mandibulaire descend en s'élargissant de l'épine de l'os sphénoïde pour se fixer sur la lingula de la mandibule.
Son rôle est de limiter l'ouverture du mandibule. Il est lâche lorsque l'articulation temporo-mandibulaire est en position fermée et il se tend à son ouverture.

## Rapport
Latéralement il est en contact avec le nerf ptérygoïdien latéral et le nerf auriculo-temporal.
A son extrémité supérieure, il est en contact médian avec la corde du tympan.
A son extrémité inférieure, il est en contact médian avec le nerf ptérygoïdien médial.
Entre le ligament sphéno-mandibulaire et le col de la mandibule on trouve l'artère maxillaire, le nerf alvéolaire inférieur et un lobule de la parotide.

## Embryologie
Le ligament est dérivé du cartilage de Meckel.